# Oreopsyche albida
Oreopsyche albida är en fjärilsart som beskrevs av Eugen Johann Christoph Esper 1787. Oreopsyche albida ingår i släktet Oreopsyche och familjen säckspinnare. Inga underarter finns listade i Catalogue of Life.